# 파벨 포포비치
파벨 로마노비치 포포비치(러시아어: Па́вел Рома́нович Попо́вич, 우크라이나어: Павло Романович Попович, 1930년 10월 5일 ~ 2009년 9월 29일)는 소련의 우주비행사였다.
파벨 포포비치는 궤도로 나간 여섯 번째 우주인이었으며, 우크라이나인 최초로 우주에 나가고, 세계에서 우주로 네 번째와 여덟 번째로 나갔던 우주인이었다.